# Шеншин, Иван Иванович
Иван Иванович Шеншин (25 июля 1899, Пенза — 16 ноября 1944, Белград) — художник комиксов.
Стал известен в Королевстве Югославия такими комиксами как, «Маньчжурия в огне», «Легионер смерти», «Газават», «Собр Парижской Богоматери», «Мексико», «Храбрый солдат Швейк», «Старик Хаттабыч».

## Биография
Шеншины – пензенская ветвь известного дворянского рода. Дед Ивана Шеншина, Владимир Александрович, был другом Михаила Юрьевича Лермонтова, с которым сблизился в Благородном пансионе Московского университета и которому поэт посвятил стихотворение «К другу В.Ш.». Отец, Иван Владимирович, был в Пензе человеком известным и влиятельным: он избирался почетным мировым судьей Городищенского уезда, был гласным Пензенского губернского земского собрания и губернского училищного совета, занимал должность земского начальника 4-го участка и был действительным членом Пензенской ученой архивной комиссии. Ему принадлежал участок земли, на котором был построен известный комплекс вилл в Крыму - вилла «Мечта» и вилла «Ксения» (архитектор - знаменитый академик архитектуры Н.П. Краснов). 
Иван Шеншин - выпускник 1-й Пензенской мужской гимназии, затем корнет гвардейского кавалерийского полка. Во время гражданской войны находился в Крыму, откуда в 1920 г. эвакуирован сначала в Константинополь, а затем в Королевство сербов, хорватов и словенцев. 
Иван Шеншин был штатным художником института, который потом перерастет в одно из самых крупных издательских предприятий – БИГЗ. Он подрабатывал художником в журнале «Веселый четверг» (Весели четвртак), где создавал детские иллюстрации и рисованные краткие истории - своеобразную предтечу комиксов. Свои лучшие произведения он создает для журнала «Микиево царство», заменяя редакции их главного автора - рано умершего Николая Навоева.
Конец войны для Ивана Шеншина – веселого человека невеселой судьбы, как любил он говорить о себе, был трагичным. Он умер 16 ноября 1944 года. По одной из версий был расстрелян, за сотрудничество (рисовал иллюстрации к сказкам Г. X. Андерсена и братьев Гримм) с немецким пропагандистским издательством Südost. Похоронен на Новом кладбище в Белграде..

## Работы
Журнал «Весели четвртак»
- Приключения Мики–Миша (Доживљаји Мике Миша), 1932.
- Сын пустыни (Син пустиње), 1937.
- Проклятое ранчо (Проклети ранч), 1937.
- Бунт на корабле «Норма» (Побуна на броду „Норма“), 1938.
- Миру нельзя угодить (Свету се не може угодити), 1937.

Журнал «Мика Миш»
- Маньчжурия в огне (Манџурија у пламену), 1937.
- Легионер смерти (Легионар смрти), 1937/38.

- К когтях у тигра (У канџама тигра), 1938.

- Князь Михаил Сицкий (Кнез Михаило Сицки), 1938.
- Газзават — священная война (Хазават свети рат), 1938/39.
- Гарри Джадж (Хари Џаџ), 1939.
- Звонарь Нотр–Дама (Звонар богородичине цркве), 1939.
- Тайна замка Бакон (Тајна замка Бакон) 1940. Продолжение серии Алексей Ранхнер

Журнал «Дечје време»
- Миру нельзя угодить (Свету се не може угодити), 1937.

Журнал «Микијево царство»
- Мексика (Мексико), 1940.
- Храбрый солдат Швейк (Храбри војник Швејк), 1940/41.
- Красный бизон (Црвени бизон), 1940.
- Волга, Волга, 1940.
- Первый раз с отцом к заутренней (Први пут с оцем на јутрење), по рассказу Л. Лазаревича, 1940.
- Сунчаница, 1940.
- Королевич Марко (Краљевић Марко), 1941
- Княжна Нина Джаваха (Кнегињица Нина Џаваха), 1941.
- Волшебник Хоттабыч (Чаробњак Хотабић), 1941.

## Галерея

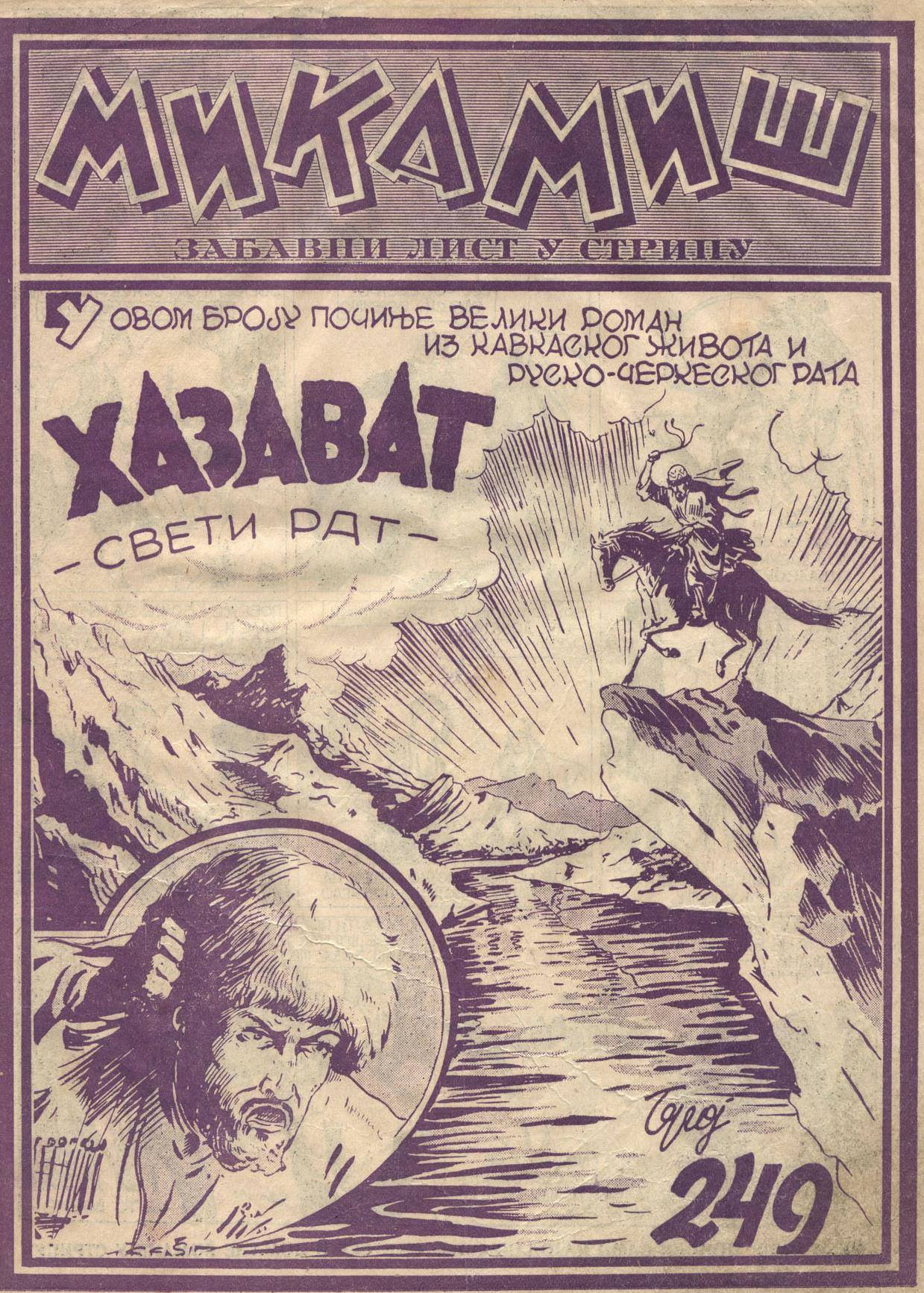
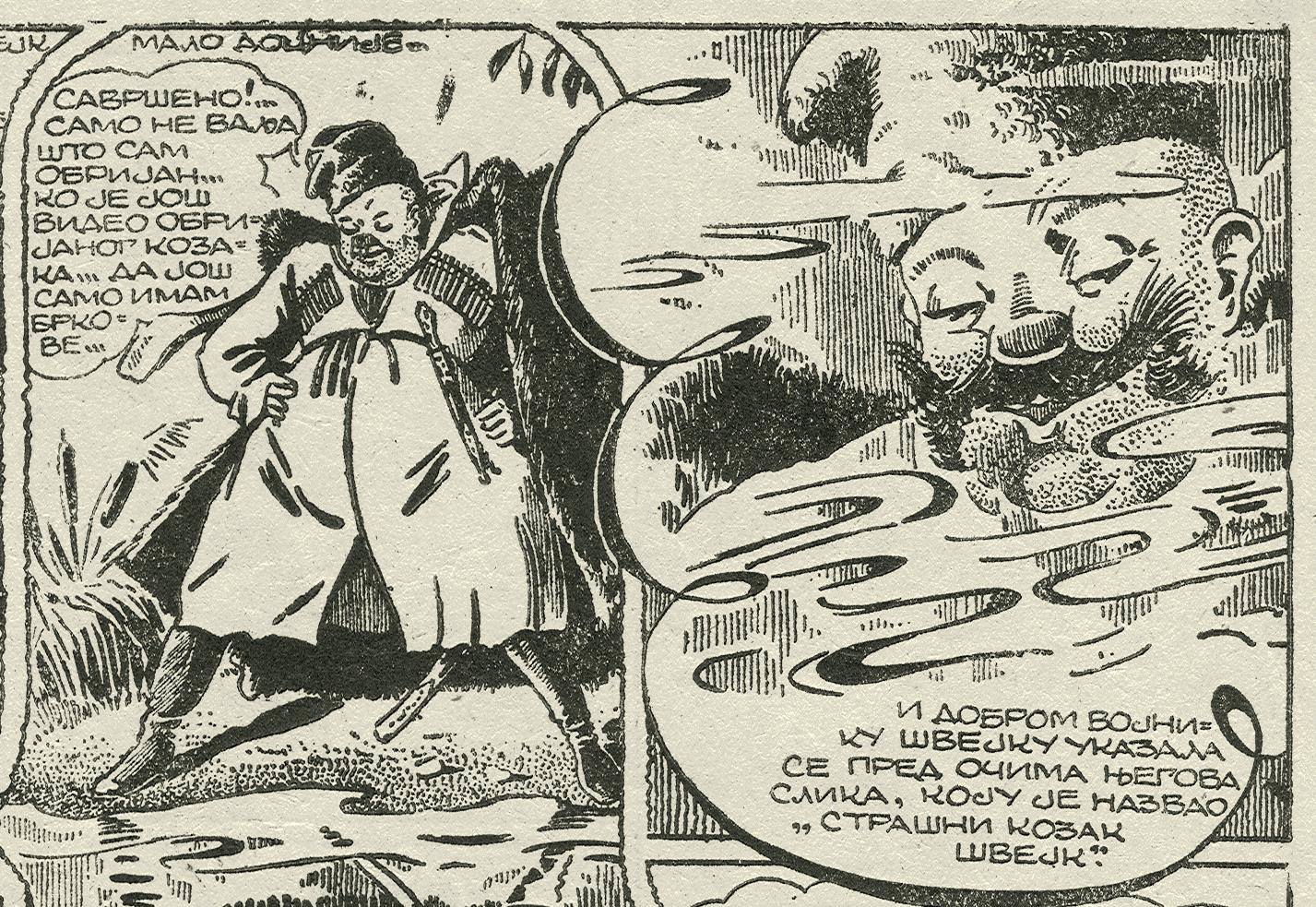
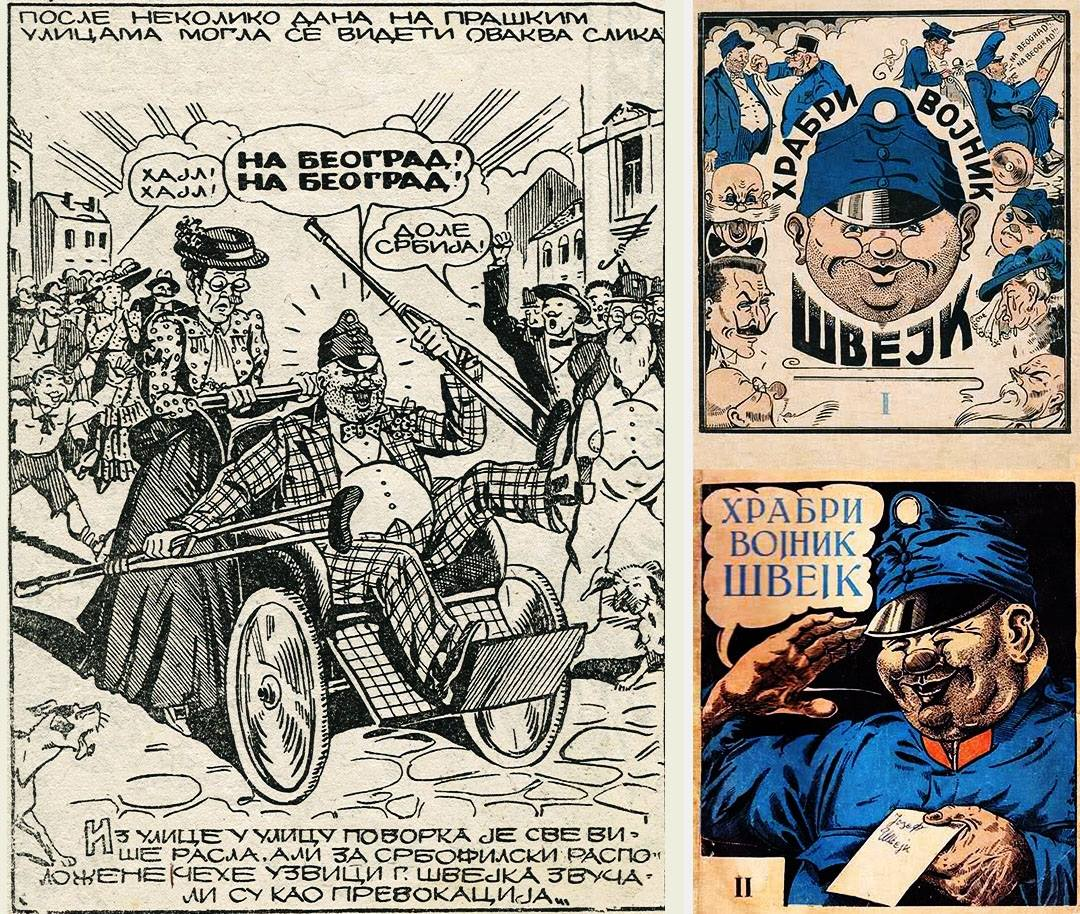
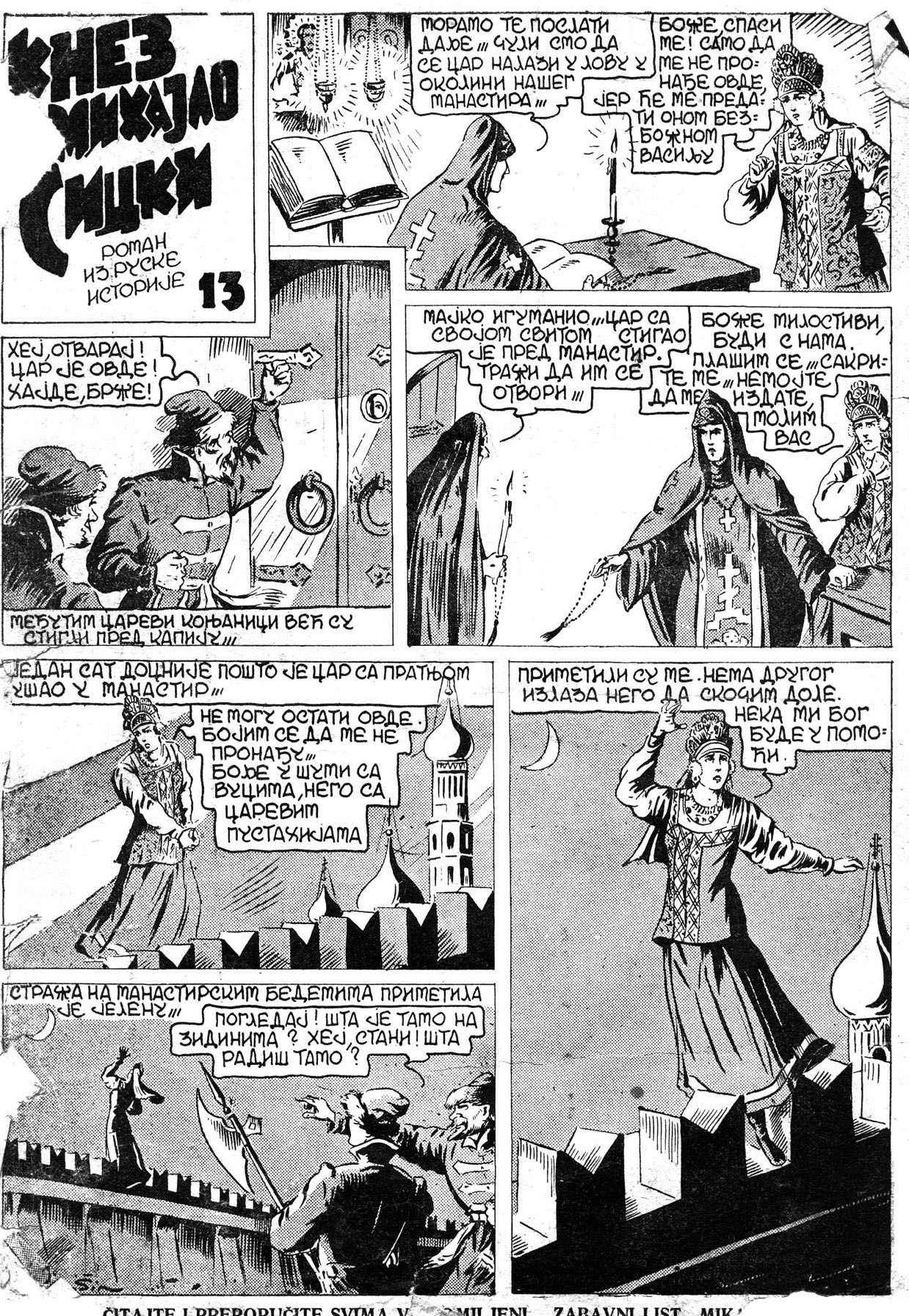
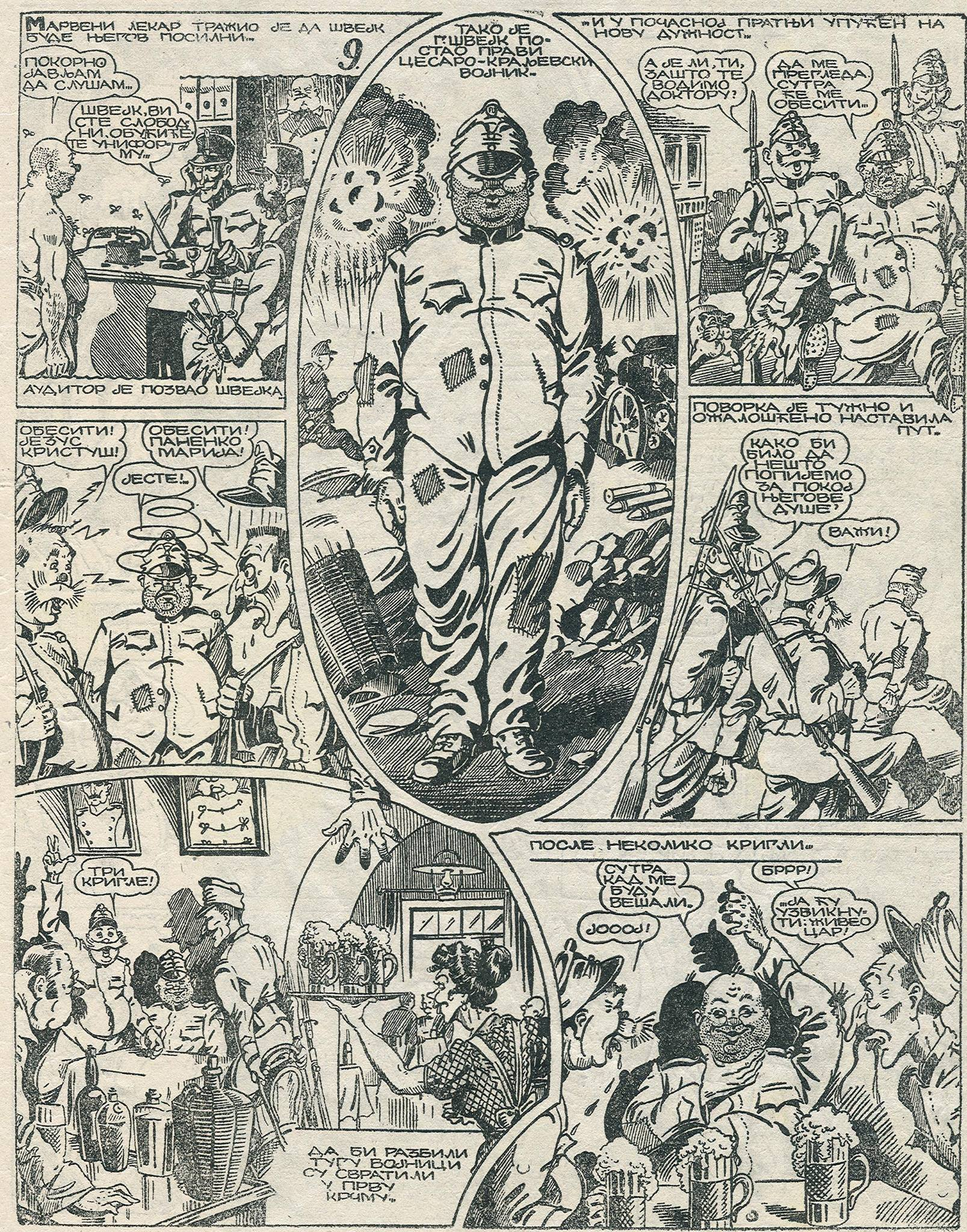
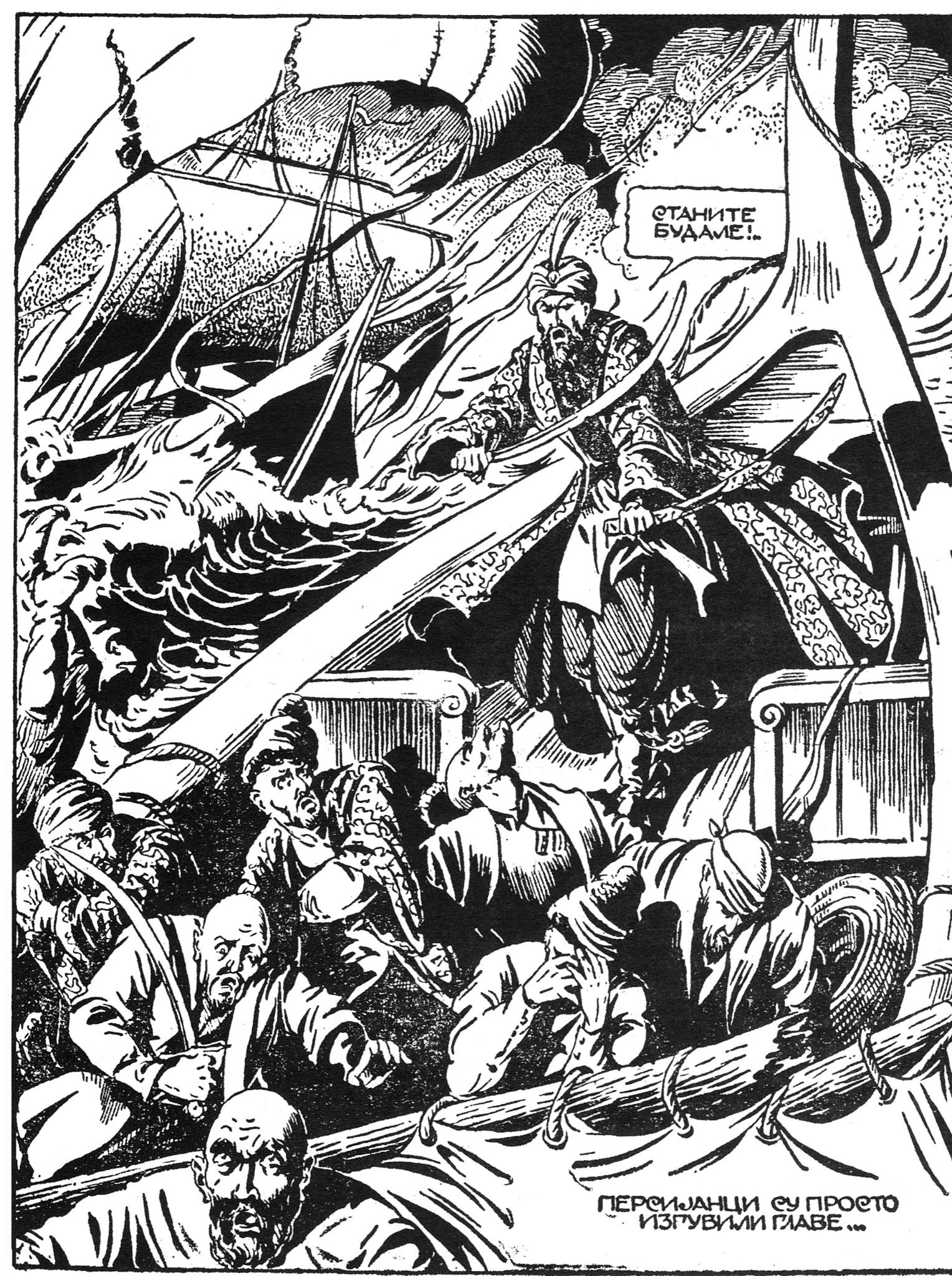
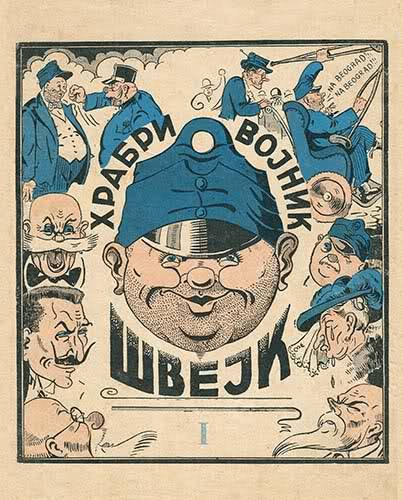
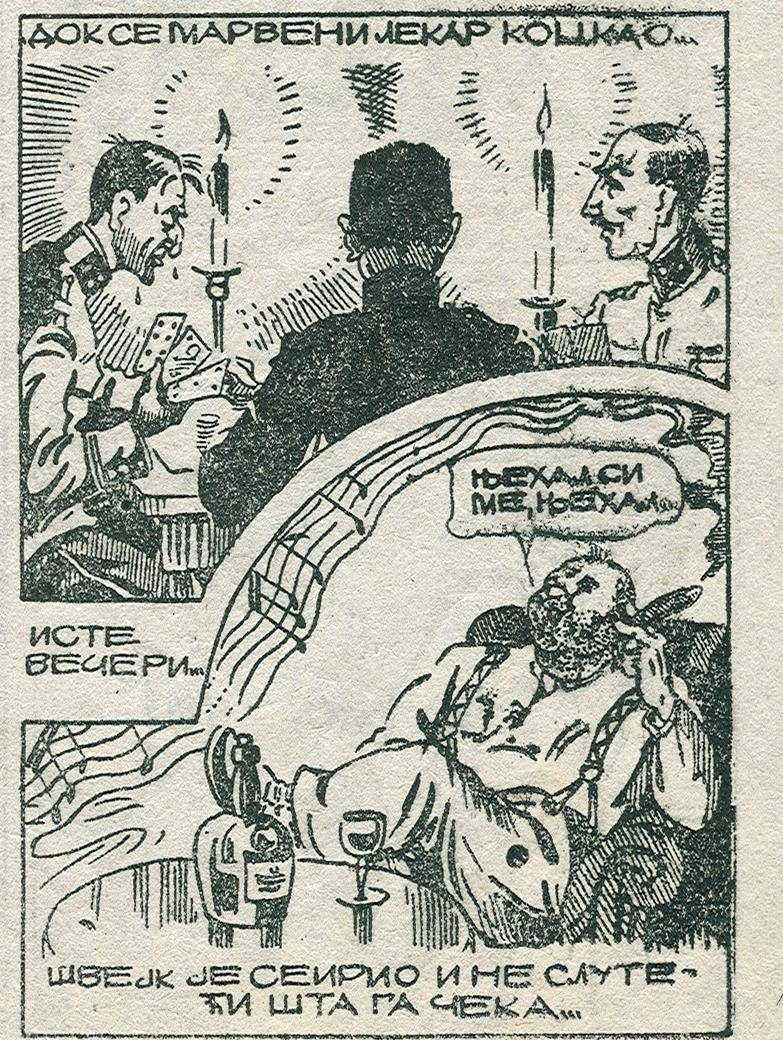
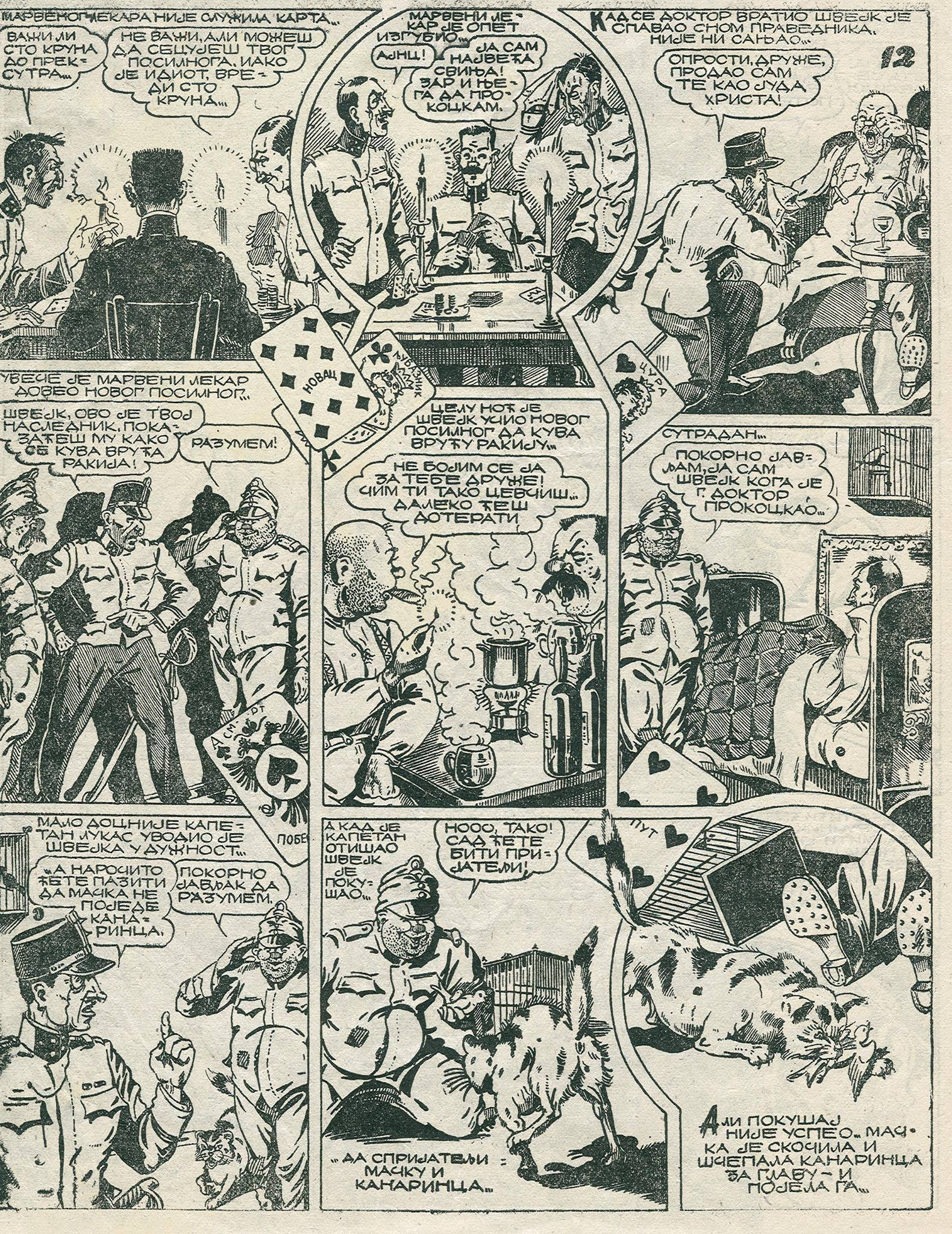
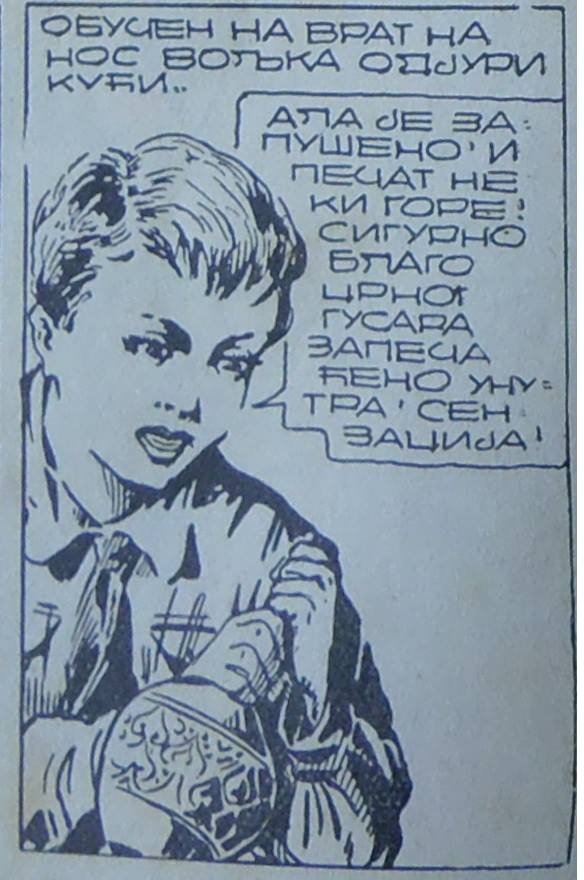